# Michal Křemen
Michal Křemen, né le 29 juillet 1981, à Mariánské Lázně, au République tchèque, est un joueur tchèque de basket-ball. Il évolue au poste d'ailier.

## Palmarès
- Coupe de République tchèque 2007, 2008, 2009, 2010, 2011, 2012